# Svesjtari
Svesjtari (bulgariska: Свещари) är ett distrikt i Bulgarien.   Det ligger i kommunen Obsjtina Isperich och regionen Razgrad, i den nordöstra delen av landet, 300 km öster om huvudstaden Sofia.
Trakten runt Svesjtari består till största delen av jordbruksmark. Runt Svesjtari är det ganska tätbefolkat, med 65 invånare per kvadratkilometer.